# 문광초등학교 덕평분교
문광초등학교 덕평분교는 대한민국 충청북도 괴산군 청천면 송문로덕평2길 42 (덕평리)에 있었던 공립 초등학교이다.

## 연혁
- 1935년 7월 29일 청천공립보통학교 부설 거봉간이학교 인가
- 1943년 4월 15일 덕평공립국민학교 승격 개교
- 1984년 2월 17일 병설유치원 개원
- 1996년 3월 1일 덕평초등학교로 개칭
- 2002년 2월 19일 제54회 졸업
- 2002년 3월 1일 문광초등학교 덕평분교장 격하
- 2011년 3월 1일 본교로 통합